# Бахшиев, Миши Юсупович
Миши Юсупович Бахшиев (7 ноября 1910—1972) — горско-еврейский писатель и поэт. Писал на горско-еврейском и русском языках.

## Биография
Миши Юсупович Бахшиев родился в городе Дербенте 7 ноября 1910 года. В 1928 году был направлен на учёбу в Краснодар, а потом в Москву. В 1936 году окончил Московский институт землеустройства. В годы Великой Отечественной войны был военным корреспондентом. Занимал различные партийные должности, работал на руководящих постах в газете «Дагестанская правда».
В 1932 году Бахшиев написал свою первую повесть «Навстречу новой жизни». В 1933—1940 годах он написал несколько сборников стихов («О комсомоле», «Плоды Октября») и драм («Победа героя», «Земля»), а также музыкальную комедию «Шах-Аббас и амбал». В послевоенные годы Бахшиев написал сборник стихов «Ме хосденуьм васале» (Я люблю весну), вышедший только после смерти автора. В 1962—1963 годах из-под его пера вышел первый в горско-еврейской литературе роман — «Гроздь винограда». Миши Бахшиев также переводил на горско-еврейский язык произведения А. С. Пушкина, М. Ю. Лермонтова, Низами Гянджеви.